# Rafael Gordillo
Rafael Gordillo Vázquez (* 24. Februar 1957 in Almendralejo, Provinz Badajoz) ist ein ehemaliger spanischer Fußballspieler. Seine bevorzugte Position war zunächst die linke Außenverteidigung. Im Verlauf seiner Karriere spielte er auch oft im defensiven Mittelfeld. Dabei verdiente er sich wegen seiner Laufstärke den Spitznamen El Caballo (das Pferd).

## Karriere
Rafael Gordillo begann seine Laufbahn in der Jugend von Betis Sevilla; bei den Andalusiern debütierte er schließlich auch am 30. Januar 1977 in einem Spiel gegen den FC Burgos in der ersten Mannschaft. In derselben Saison gelang dem Verein der Sieg in der Copa del Rey.
Gordillo machte sich schnell einen Namen im spanischen Fußball, und nach acht Jahren im Profiteam von Betis Sevilla wechselte der linke Außenverteidiger schließlich zu Real Madrid. Mit den Hauptstädtern feierte er seine größten Erfolge: Schon in der ersten Saison gewann man den UEFA-Pokal und die Meisterschaft. Letztere holten die Madrilenen zu seiner Zeit gleich fünfmal in Folge, zudem gelang 1988/89 ein weiterer Erfolg im spanischen Pokal.
1992, mit bereits 35 Jahren, kehrte Gordillo zu seinem Heimatklub Betis zurück, der zu jener Zeit in der Segunda División spielte. Mit den Andalusiern erreichte er 1994 den Wiederaufstieg in die Primera División, und nach einem weiteren Jahr wechselte er schließlich zu Écija Balompié, wo er seine Karriere ausklingen ließ und gegenwärtig als Funktionär arbeitet.

## Nationalmannschaft
Mit der spanischen Nationalmannschaft bestritt Gordillo die EM-Endrunden 1980, 1984 und 1988 sowie die WM-Endrunden 1982 und 1986. Sein größter Erfolg war hierbei die Finalteilnahme bei der Europameisterschaft 1984 in Frankreich, bei der man im Finale der Auswahl des Gastgeberlandes mit 0:2 unterlag.

## Erfolge
- 1× UEFA-Pokal
  - 1985/86
- 5× Spanische Meisterschaft
  - 1985/86, 1986/87, 1987/88, 1988/89, 1989/90
- 2× Spanischer Pokal
  - 1976/77, 1988/89
- 3× Spanischer Supercup
  - 1988, 1989, 1990
- 1× Vize-Europameister
  - 1984